# Franco Ambrosio
Franco Ambrósio (Ottaviano, 18 de setembro de 1932 — Nápoles, 15 de abril de 2009) foi um empresário italiano. Ficou conhecido por patrocinar a equipe de Fórmula 1 Shadow Racing Cars em 1977 e seria integrante da Arrows em 1978, mas foi preso por estar envolvido em um escândalo financeiro.